# Gulliver viatja a l'espai
Gulliver viatja a l'espai (ガリバーの宇宙旅行, Garibā no Uchū Ryokō), és un film d'animació japonès de 1965 dirigit per Masao Kuroda i Sanae Yamamoto.
Es va estrenar als cinemes del Japó el 20 de març de 1965, mentre que a Catalunya va arribar en català el 26 de gener de 1991 a TV3.

## Argument
La història tracta d'un nen vagabund anomenat Ted. Després d'haver vist una pel·lícula sobre Lemuel Gulliver, se'l troba en un bosc. Gulliver és ara un científic d'edat avançada que viatja a l'espai. Amb el seu assistent corb i els companys de Ted, un gos que parla i un soldat de joguina, viatgen per la Via Làctia fins al Planeta de l'Esperança Blava, que ha estat assetjat per la Reina del Planeta Porpra i el seu malvat grup de robots. Armats amb pistoles d'aigua i globus d'aigua, que fonen els dolents, Ted i Gulliver alliberen el planeta. Aleshores el nen es desperta i descobreix que ho ha somiat tot.

## Doblatge
| Personatge             | Japonès         | Català          |
| ---------------------- | --------------- | --------------- |
| Ted                    | Kyû Sakamoto    | Marta Barbarà   |
| Princesa               | Chiyoko Honma   | Anna Pallejà    |
| Lemuel Gulliver        | Seiji Miyaguchi | Aleix Estadella |
| Coronel                | Shôichi Ozawa   |                 |
| Mack                   | Junko Hori      | Roser Aldabó    |
| Corb                   | Makiko Itô      |                 |
| Cupido                 | Yukiko Okada    |                 |
| Robot del Planeta Blau | Masao Imanishi  |                 |
| Rei del Planeta Porpra | Akira Ôizumi    |                 |

## Producció
Aquest va ser un dels primers films de Toei que es va apartar de la mitologia asiàtica, tot i que, igual que els films anteriors de Toei, es basa en la fórmula de Disney dels musicals animats. Manllevantt elements de Hans Christian Andersen, Jonathan Swift i ciència-ficció, s'esperava que aquesta pel·lícula atragués un gran públic internacional. No obstant això, no ser més popular que les anteriors pel·lícules de temàtica asiàtica de Toei. El film va fracassar als Estats Units i això va fer que fos l'últim llargmetratge d'animació de Toei estrenat al país durant més d'una dècada, fins que Hoshi no Orufeusu i The Mouse and His Child de Sanrio es van estrenar als Estats Units el 1978.

### Equip
Isao Tomita, que encara no era el popular compositor de música electrònica, va compondre la versió original.
És un dels primers films en què va treballar un jove Hayao Miyazaki, que va fer d'animador a temps parcial. La seva contribució al final de la pel·lícula va cridar l'atenció de Toei. El guió va ser escrit per Shinichi Sekizawa, l'escriptor del primer Mothra (1961), el qual ja havia treballat a algunes de les pel·lícules més populars de la sèrie Godzilla, des de King Kong vs. Godzilla (1962), fins a Godzilla contra Cibergodzilla (1974), incloent-hi Mothra vs. Godzilla (1964).

## Rebuda
En una crítica contemporània, el Monthly Film Bulletin va revisar una versió doblada en anglès de 85 minuts de la pel·lícula i la va descriure de "pel·lícula d'animació sense encant". La crítica va dir que era "mediocre" i que tenia "poca variació o inventiva i una notable falta de perspectiva".